# Veines diploétiques
Les veines diploétiques (ou veines diploïques ou veines de Breschet ou canaux veineux du diploé ou cavités veineuses du diploé) sont de grandes veines sans valve à parois minces qui drainent le diploë.
Elles sont tapissées d'une seule couche d'endothélium soutenue par un tissu élastique.
Elles se développent pleinement à l'âge de deux ans.
Les veines diploétiques drainent cette zone dans les sinus de la dure-mère.
Elles forment de façon constante et symétrique quatre troncs principaux :
- la veine diploétique frontale
- la veine diploétique temporale antérieure
- la veine diploétique temporale postérieure
- la veine diploétique occipitale

## La veine diploétique frontale
Elle débouche dans la veine supra-orbitaire et dans le sinus longitudinal supérieur.

## La veine diploétique temporale antérieure
Elle est circonscrite à l'os frontal, et débouche dans le sinus sphéno-pariétal et dans l'une des veines temporales profondes, par une ouverture dans la grande aile de l'os sphénoïde.

## La veine diploétique temporale postérieure
Elle est circonscrite à l'os pariétal, et débouche dans le sinus transverse de la dure-mère par une ouverture à l'angle mastoïdien de l'os pariétal ou par le foramen mastoïdien.

## La veine diploétique occipitale
La plus large des quatre veines diploétiques, Elle est circonscrite à l'os occipital et débouche soit extérieurement dans la veine occipitale, soit intérieurement dans le sinus transverse de la dure-mère ou au confluent des sinus.